# Катеринославська губернія
48°27′00″ пн. ш. 34°59′00″ сх. д. / 48.45° пн. ш. 34.98333333333° сх. д.

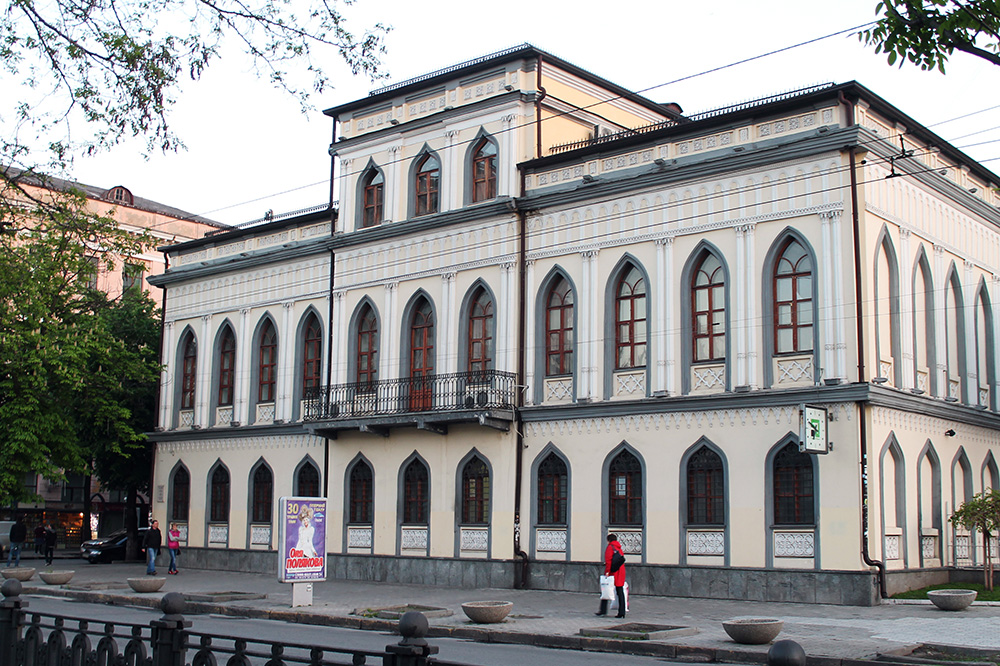
Будинок губернатора — резиденція Катеринославських губернаторів у 1887—1917 роках.

Катериносла́вська губе́рнія — адміністративно-територіальна одиниця Російської імперії, УНР, Української держави та Української СРР.

## Історія
Після ліквідації Новоросійської губернії 8 жовтня 1802 року була утворена Катеринославська губернія в складі Бахмутського, Катеринославського, Маріупольського, Новомосковського, Павлоградського повітів, а також Ростовського (з Нахічеванським вірменським округом) і Таганрізького градоначальництв.
У 1805 в складі губернії були утворені Олександрівський, Верхньодніпровський і Слов'яносербський повіти.
У 1897 Ростовське й Таганрізьке градоначальства відійшли до Області війська Донського.

## Герб
Герб Катеринославської губернії затверджений 5 липня 1878. Опис герба: «У лазуревом щиті золоте вензелове зображення імені Імператриці Катерини II між такими ж цифрами 1787, оточене дев'ятьма золотими шестипроменевими зірками. Щит увінчаний імператорською короною й оточений золотими дубовим листям, з'єднаними Андріївською стрічкою».

## Адміністративний склад

### Катеринославська губернія в Російській імперії

Карта Катеринославської губернії (1821)

У 1802 складалася з Бахмутського, Катеринославського, Маріупольського, Новомосковського, Павлоградського повітів, а також Ростовського (з Нахічеванським вірменським округом) і Таганрізького градоначальництв.
У 1805 в складі Катеринославської губернії утворені Олександрівський, Верхньодніпровський і Слов'яносербський повіти.
У 1859 від Тагарізького міського начальства відділені Маріупольський грецький (керується Маріупольським грецьким судом) й Нахичеванський вірменський (керується Нахичеванським вірменським магістратом) округи.
У 1887 від Катеринославської губернії відокремлені Ростовський повіт і Таганрізьке градоначальництво, які відійшли до Області війська Донського.

#### Склад населення в 1859

Катеринославська губернія, адміністративний поділ на 1859

На 1859 населення губернії склало 1 057 958 осіб (531 531 чоловіків і 526 427 жінок), що мешкали у 2454 населених місцевостях у 152 090 подвір'ях.
Національний склад:
- Українці ("малороси"), понад 80% населення губернії. Найбільший відсоток українців був у західних повітах (Верхньодніпровський, Катеринославський й Новомосковський повіти), де були паланки Запорозької Січі, де з неукраїнського населення були тільки євреї по містах та невелика чисельність росіян. Масового українці заселили край губернії у 17 сторіччі.
- росіяни ("великороси"), до 80000 осіб (7,5% населення губернії). У містах до росіян віднесли більшу частину купців.
  - Росіяни у Катеринославському повіті живуть у
    - майже повністю російських поселеннях (Растання (Бажанове), Олександрівка (Яковлеве, Красна Долина), Мишина, хутір Петрівка, Олексіївка (Савицького), Струківка (Ольцова)),
    - змішані з іншими народами (Микільське-на-Дніпрі, Новопокровське, Шумаківка, Якимівка, Лошкарівка, Невчая (Сергіївка), Михайлівка (Мавросіївка), Арбузівка, Вище-Тарасівка).

  - Росіяни у Олександрівському повіті живуть як у майже повністю російських поселеннях (панська Михайлівка, державний хутір Любицький, панське село Хвалибогівка, хутір Касьянів, панське село Богодарівка), так і у змішаних з іншими народами (Круте, Гайчул, Темрюк).

- - Росіян у Бахмутському повіті до 20000 живуть як у майже повністю російських поселеннях (Віролюбівка, Миколаївка, Олександрівське, 874, 907, 910—912, 946—948, 953, 956, 959, 962, 968—969, 981, 984, 986, 987, 1004, 1009, 1037, 1042, 1052, 1067), так і у змішаних з іншими народами(№ 710—711, 895, 908, 921, 952, 954, 997, 1001—1002, 1045, 1050).
  - Росіяни у Новомосковському повіті живуть як у майже повністю російських поселеннях (№ 1693, 1705), так і у змішаних з іншими народами (№ 1656, 1698, 1709).
  - Росіян у Павлоградському повіті до 17000, живуть як у майже повністю російських поселеннях (Миколаївка, Хороше (Писемське), Добринька (Іродове), Олександропіль (Мала Дача), хутір Шатохинський, Тернівка, Богданівка, Надежине (Теленневе)), так і у змішаних з іншими народами (Дмитрівка, Катеринівка, Петрівське, Новопавлівка, Миколаївка (Рудове), хутір Букріївський, Олксандропіль, Варварівка, Троїцьке, Самойлівка).
  - Росіяни у Ростовському повіті живуть як у майже повністю російських поселеннях(№ 2120—2122, 2138—2140), так і у змішаних з іншими народами(№ 2109, 2111, 2113, 2124, 2142, 2143).
  - Росіян у Слов'яносербському повіті до 23000, живуть як у майже повністю російських поселеннях(№ 2203, 2261—2262, 2272, 2295, 2300, 2314, 2353), так і у змішаних з іншими народами(№ 2247, 2302, 2304, 2343).
- Білоруси. Чисельність до 1500 осіб (0,14% населення губернії). Мешкають у Сурсько-Литовському, а також у деяких поселеннях Олександрівського повіту.
- Поляки. Чисельність до 1500 осіб (0,14% населення губернії). Живить поряд з білорусами у їх поселеннях у Олександрівському повіті. Поляки — однодворці, що вийшли з Кам'янець-Подільської губернії.
- Серби. На 1859 рік суцільно злилися з українцями, прийняли українську мову та звичаї. Сліди їх у Слов'яносербському повіті (Черкаське — 11-а рота, Кримське — 6-а рота), у Бахмутському повіті (Луганське — 15-а рота, Троїцьке — 14-а рота та інші).
- Молдавани й Волохи. Чисельність до 12000 осіб (1,1% населення губернії). у тому числі: 8750 у Бахмутському, 2500 — у Слов'яносербському, 667 — у Катеринославському повітах.
- Німці. Чисельність до 23000 (2,2% населення губернії). Зразковий порядок у поселеннях й домівках, відмінні сади, оброблені лани менонітів й майже відсутність неврожаїв у менонітів складають різку протилежність до господарства інших навколишніх народів. Як зазначено у статистичному описі 1863 року у неврожайні роки меноніти забезпечували харчами інші народи, включно з німцями лютеранами й католиками.
  - У Катеринославському повіті група менонітських колоній у Дніпрових порогів (хутір Савельївський, Нейгорст (Жорнувата), Марієнталь (Лачинове), Неєнбург (Малашівка), Ейнлаге (Кічкас), Кронсвейд (Новий Кронсвейд), Шенгорст, Нейдорф (Широке), Розенталь, Кронсталь, Розенгарт (Нова Слободка), Бурвальд (Бабурка), Блюменгардт (Капустяне), Шенсберг (Смоляне), Нейостеринк, Кронсвейд (Старий Кронсвейд), Острів Хортиця, Нижня Хортиця) та окрема католицька у Ямбурзі.
  - У Олександрівському повіті група лютеранських колоній на лівобережжі Дніпра (Шенвіз, Блюменфельд, Кринфельд, хутори Шенвізький, Киршів, Аманів, Кернерів, колонія Обідне) та група лютеранських й католицьких колоній між річками Мокрі Яли й її притокою, та землею Озівського козацького війська (Спартівка Третя, Класинівка, Нейєнлаге (Булгаківка), Блюменфельд, менонітський хутір Блюменталь, хутір Федоровський (Бурлацький), Шенфельд, Гайбуден, Кейзердорф, Готланд, Компенау, Рейхенберг, Вікерау, Клейн-Вердер, Гросс-Вердер, Резенберг, Рундевізе, Кальчинівка, Шенбаум, Розенгарт, Білі Вежі, Нейямбург, Фрідріхсталь, Шенталь, Ейнфельд, Кронсдорф, Грунау, Людвігсталь, Дармштат, Нейгоф, Елізабетдорф, Тіргарт, Тігенорт, Тігенгоф, Кіршвальд, Розенфельд).
  - У Новомосковському повіті 3 окремих лютеранські колонії: Рибальське, Йосипівка й Кронгартен.
- Євреї: до 23000 осіб (2,2% населення губернії), у тому числі понад 6000 євреїв-колонистів по селах (Межиріч, Новозлатопіль, Веселе, Красносілка, Трудолюбівка, Нечаївка, Графське, Зелене Поле, Надійне, Солодководне). У всіх містах та містечках губернії. Євреї-селяни у 3-му стані Олександрівського повіту біля німецьких колоній.
- Греки. Греки селяни у своїх поселеннях у Маріупольському повіті. Велика частина населення Таганрогу та Маріуполя складають греки торговці та ремісники.
- Вірмени; до 20000 осіб (1,9%). Переважно купці та міщани, що мешкають у Нахічевані й навколишніх поселеннях[1]

| Місто              | Число будівель | Число мешканців |
| ------------------ | -------------- | --------------- |
| Катеринослав       | 1761           | 16 929          |
| Таганрог           | 2032           | 21 099          |
| Ростов-на-Дону     | 2839           | 18 530          |
| Нахічевань-на-Дону | 2160           | 15 658          |
| Новомосковськ      | 1582           | 10 317          |
| Бахмут             | 1940           | 9514            |
| Павлоград          | 1122           | 7934            |
| Маріуполь          | 850            | 5258            |
| Слов'яносербськ    | 414            | 3228            |
| Олександрівськ     | 428            | 3108            |
| Верхньодніпровськ  | 418            | 2274            |

| Адміністративна одиниця         | Подвір'їв | Мешканців |
| ------------------------------- | --------- | --------- |
| Катеринославський повіт         | 13 991    | 96 337    |
| Олександрівський повіт          | 24 900    | 171 266   |
| Бахмутський повіт               | 17 458    | 124 040   |
| Верхньодніпровський повіт       | 14 239    | 96 494    |
| Новомосковський повіт           | 17 239    | 121 987   |
| Павлоградський повіт            | 16 341    | 115 275   |
| Ростовський повіт               | 9656      | 16 643    |
| Слов'яносербський повіт         | 11 615    | 83 777    |
| Озівське козацьке військо       | 1771      | 10 477    |
| Маріупольський грецький округ   | 5996      | 38 350    |
| Нахічеванська вірменська округа | 1064      | 7532      |
| Таганрізьке градоначальництво   | 2174      | 16 924    |

### Катеринославщина в 1917—1920 роках
Після Лютневої революції 1917 року в Російській імперії царська влада була повалена. Тимчасовий уряд Російської республіки призначив губернським комісаром Катеринославщини Костянтина Гесберга. За свідченням Ісаака Мазепи національна самосвідомість українців губернії була дуже низькою, українські партії не мали тут впливу. Зате активно діяли загальноросійські партії — від кадетів до більшовиків. Катеринославська губернія була приєднана 3-м Універсалом УЦР до УНР. Але вже 28 грудня 1917 (10 січня 1918) року Катеринослав було захоплене військами Радянської Росії за допомогою місцевих більшовиків.
3-4 квітня 1918 Катеринослав звільнено від більшовиків об'єданими військами УНР і Австро-Угорщини.
За законом про адміністративно-територіальний поділ України від 2-4 березня 1918 Катеринославська губернія скасовувалася:
- Катеринославський повіт, частини Верхньодніпровського, Новомосковського Олександрівського повітів уходили до землі Січ,
- частина Верхнєдніпровського повіту — до землі Низ (Низова Дніпрянщина),
- Слов'яносербський та Бахмутський повіт — до Половецької землі
- частина Новомосковського повіту — до Самарської землі
- Маріупольський повіт, Павлоградський повіт та частина Олександрівського повіту — до Озівської землі.

Але цей закон так і не став чинним; З 3 квітня до початку травня тимчасовим губернатором (губернським комісаром) УНР в Катеринославській губернії був Ісаак Мазепа, у майбутньому — прем'єр-міністр УНР;

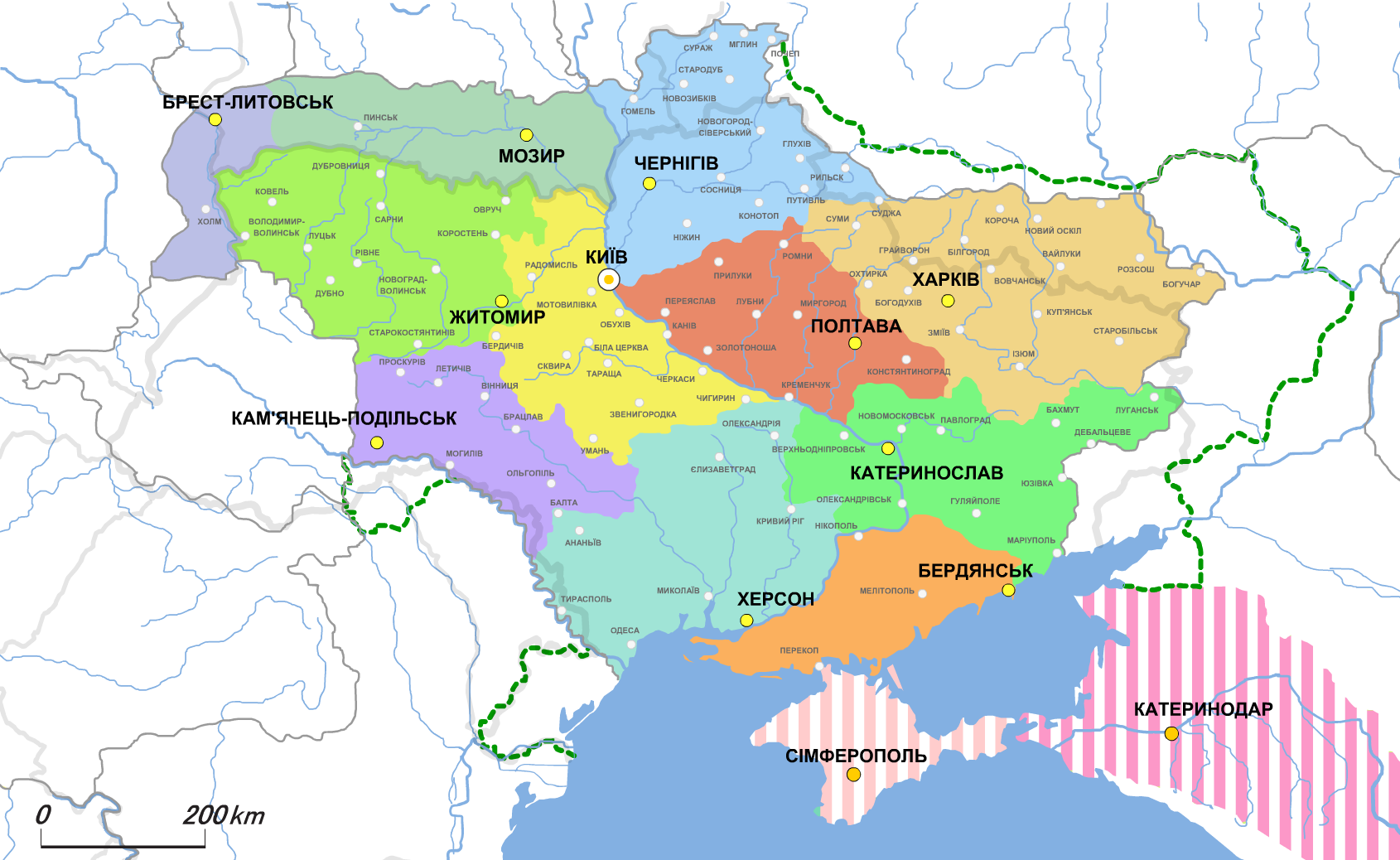
Адміністративно-територіальний устрій Української Держави
Катеринославська губернія

Після державного перевороту 29-30 квітня 1918, здійсненого генералом Павлом Скоропадським новим губернатором (губернським старостою) був призначений Іван Черніков. Губернія мала бути складеною з 9 повітів: до вже існуючих 8 повітів планувалося долучити Таганрізьким цивільний округ з Області Війська Донського.
Губернський центр зберігався у Катеринославі. Восени 1918 року в південно-східних повітах губернії виник анархістський повстанський рух під проводом Нестора Махна. Після повалення Директорією УНР влади гетьмана губернським комісаром став Юрій Магалевський (листопада 1918 — лютого 1919). Але розпочалась друга війна РСФРР проти УНР і 26 січня 1919 року Катеринослав вдруге було захоплене російськими більшовиками, чому сприяв тоді і Нестор Махно.
Водночас наприкінці 1918 року південні і східні райони губернії почали захоплювати війська білих росіян — Донська армія і Добровольча армія, які на початку 1919 року об'єднались під керівництвом Антона Денікіна в Збройні сили Півдня Росії. Махно згідно своїх анархістських переконань боровся проти діючих влад — незалежної України (УНР і УД), військ Австро-Угорщини і Німеччини, білих росіян, але симпатизував спочатку російським більшовикам. Саме з допомогою Махна Радянська Росія взяла під свою владу східну частину Катеринославської губернії. Протягом всієї першої половини 1919 року в східних повітах Катеринославщини тривали важкі бої військ РСФРР, у складі яких була і дивізія Махна, з російськими білогвардійцями. Врешті денікінці змогли у травні-червні 1919 року перейти в наступ. Цьому сприяла політика російських більшовиків, які своєю насильницькою продрозверткою і жорстокими репресіями проти багатьох категорій населення підірвали до себе довіру. 30 червня кубанська дивізія Шкуро відібрала у більшовиків Катеринослав.
Більшовики на чолі з Леніном і Троцьким вирішили перекласти всю вину за свої невдачі на Махна і оголосили його поза законом. Це викликало лють у Махна і з того часу він почав воювати і проти російських більшовиків. У липні-серпні 1919 року вся територія губернії опинилась під контролем білих росіян. Денікін призначив сюди свого губернатора, прізвище котрого було С. С. Щетінін. Але в жовтні сюди з Херсонщини прорвалась Повстанська армія Махна і взяла під свій контроль більшу частину губернії в тому числі 28 жовтня Катеринослав. Денікін був змушений кинути частину військ проти Махна. Врешті-решт російські білогвардійці Денікіна зазнали повної поразки від РСФРР через повну зневагу до всіх неросійських народів, селянства, яких вони відкинули як своїх потенційних союзників.
У грудні 1919 — січні 1920 Радянська Росія витіснила з Катеринославщини і денікінців і махновців. Махно продовжив війну тепер вже проти комуністів. Губернія стала частиною УРСР (з 1922 року — увійшла до складу СРСР). Лише влітку — восени 1920 року білоросійським військам генерала Врангеля вдавалося захоплювати деякі південні райони губернії — 15-28 вересня білогвардійці зайняли Олександрівськ, Гуляйполе, Синельникове, Маріуполь, Волноваху, 6 жовтня — Нікополь та інші населені пункти. Проте вже за кілька тижнів війська Врангеля були повністю розбиті РСЧА. У 1921 році більшовики розбили і армію Махна.

### За УСРР у 1918—1925 роках
1919 року до Катеринославської губернії долучені землі з Херсонської губернії для створеного Криворізького повіту.
1920 року за радянської влади частина земель Катеринославської губернії на півдні і сході передано до складу новостворених Олександрівської і Донецької губерній.
У 1922 році до Катеринославської губернії долучені Запорізька губернія (колишня Олександрівська губернія) і частина Кременчуцької губернії.
У 1923 році у Катеринославській губернії було скасовано повіти і створено 7 округ та 87 районів.
1 серпня 1925 року Катеринославська губернія була скасована.

Карта Катеринославської губернії, адміністративний поділ від 12 квітня 1923 року
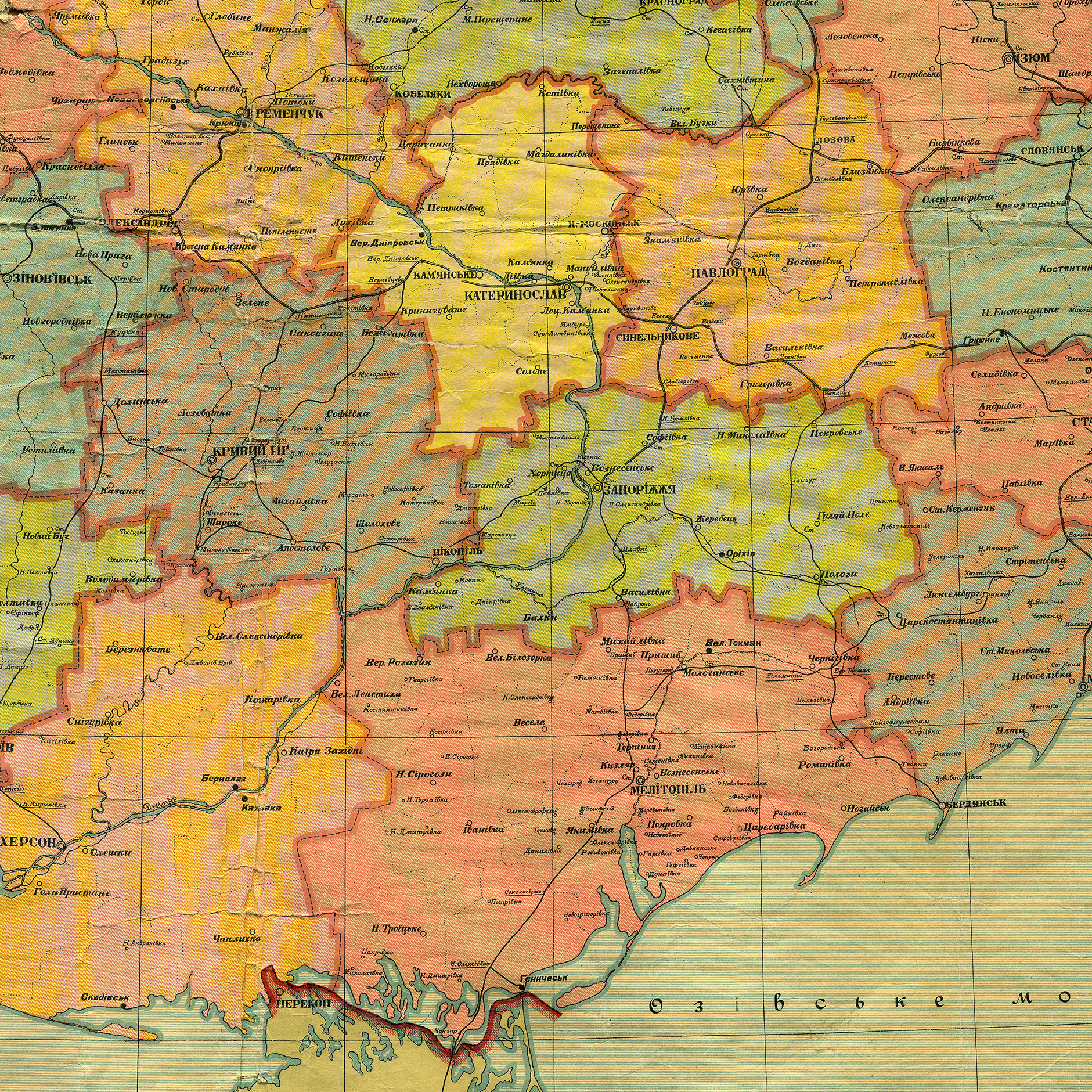
Карта території колишньої Катеринославської губернії, адміністративний поділ від 1 жовтня 1925 року
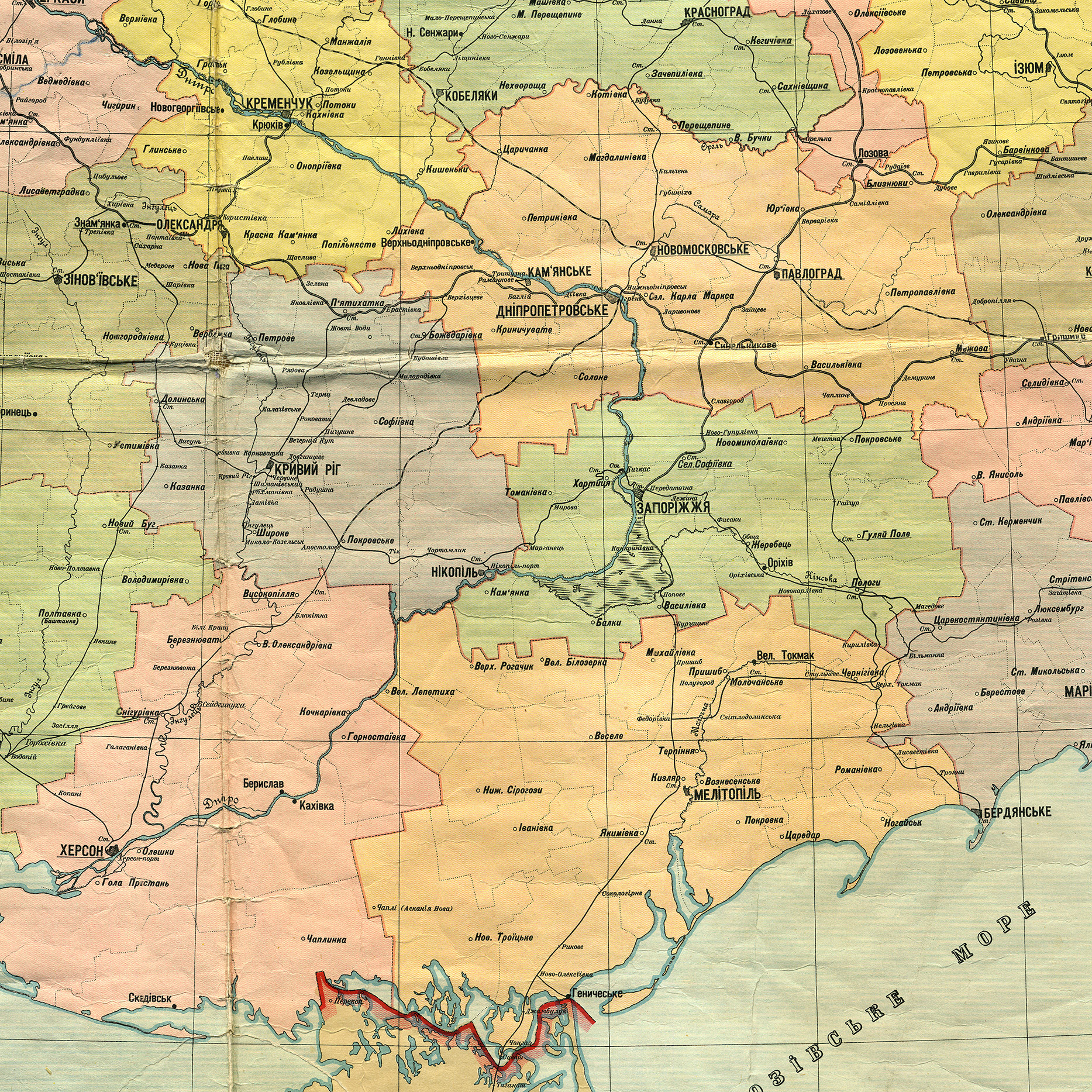
Карта території колишньої Катеринославської губернії, адміністративний поділ від 1 березня 1927 року

## Населення
Мовний склад населення повітів Катеринославської губернії за даними перепису 1897 року:
| Повіт                     | Населення | Українська | Російська | Єврейська | Німецька | Грецька | Татарська | Білоруська | Польська | Румунська | Турецька |
| ------------------------- | --------- | ---------- | --------- | --------- | -------- | ------- | --------- | ---------- | -------- | --------- | -------- |
| Катеринославський повіт   | 357 207   | 198 982    | 75 190    | 46 441    | 20 609   | 193     | 868       | 4033       | 7933     | 1771      | 168      |
| Олександрівський повіт    | 271 678   | 224 122    | 15 445    | 13 886    | 14 014   | 45      | 128       | 3353       | 293      | 2         | 14       |
| Бахмутський повіт         | 332 478   | 193 510    | 103 702   | 9457      | 12 646   | 142     | 346       | 2468       | 2000     | 6371      | 20       |
| Верхньодніпровський повіт | 211 674   | 191 160    | 9873      | 5448      | 4452     | 9       | 26        | 236        | 231      | 68        | 8        |
| Маріупольський повіт      | 254 056   | 117 206    | 35 691    | 10 291    | 19 104   | 48 290  | 15 472    | 1697       | 528      | 95        | 5317     |
| Новомосковський повіт     | 260 368   | 242 737    | 9628      | 3635      | 3452     | 9       | 7         | 196        | 316      |           | 9        |
| Павлоградський повіт      | 251 460   | 200 434    | 36 164    | 7363      | 5806     | 38      | 255       | 505        | 553      | 29        | 15       |
| Слов'яносербський повіт   | 174 753   | 88 218     | 79 281    | 2631      | 896      | 14      | 151       | 1564       | 511      | 839       | 4        |
| Загалом по губернії       | 2 113 674 | 1 456 369  | 364 974   | 99 152    | 80 979   | 48 740  | 17 253    | 14 052     | 12 365   | 9175      | 5555     |

| Повіт                     | Населення | Українська | Російська | Єврейська | Німецька | Грецька | Татарська | Білоруська | Польська | Румунська | Турецька |
| ------------------------- | --------- | ---------- | --------- | --------- | -------- | ------- | --------- | ---------- | -------- | --------- | -------- |
| Катеринославський повіт   | 357 207   | 55,7%      | 21,0%     | 13,0%     | 5,8%     | 0,1%    | 0,2%      | 1,1%       | 2,2%     | 0,5%      |          |
| Олександрівський повіт    | 271 678   | 82,5%      | 5,7%      | 5,1%      | 5,2%     |         |           | 1,2%       | 0,1%     |           |          |
| Бахмутський повіт         | 332 478   | 58,2%      | 31,2%     | 2,8%      | 3,8%     |         | 0,1%      | 0,7%       | 0,6%     | 1,9%      |          |
| Верхньодніпровський повіт | 211 674   | 90,3%      | 4,7%      | 2,6%      | 2,1%     |         |           | 0,1%       | 0,1%     |           |          |
| Маріупольський повіт      | 254 056   | 46,1%      | 14,0%     | 4,1%      | 7,5%     | 19,0%   | 6,1%      | 0,7%       | 0,2%     |           | 2,1%     |
| Новомосковський повіт     | 260 368   | 93,2%      | 3,7%      | 1,4%      | 1,3%     |         |           | 0,1%       | 0,1%     |           |          |
| Павлоградський повіт      | 251 460   | 79,7%      | 14,4%     | 2,9%      | 2,3%     |         | 0,1%      | 0,2%       | 0,2%     |           |          |
| Слов'яносербський повіт   | 174 753   | 50,5%      | 45,4%     | 1,5%      | 0,5%     |         | 0,1%      | 0,9%       | 0,3%     | 0,5%      |          |
| Загалом по губернії       | 2 113 674 | 68,9%      | 17,3%     | 4,7%      | 3,8%     | 2,3%    | 0,8%      | 0,7%       | 0,6%     | 0,4%      | 0,3%     |

| Місто               | Українська | Російська | Їдиш  | Польська | Німецька | Інша  |
| ------------------- | ---------- | --------- | ----- | -------- | -------- | ----- |
| Катеринослав        | 15,8%      | 41,8%     | 35,4% | 3,0%     | 1,3%     | 2,7%  |
| Олександрівськ      | 43,0%      | 24,8%     | 27,8% | 0,8%     | 2,0%     | 1,6%  |
| Бахмут              | 61,8%      | 18,9%     | 16,7% | 0,2%     | 0,6%     | 1,8%  |
| Верхньодніпровськ   | 56,0%      | 11,0%     | 30,8% | 0,5%     | 0,2%     | 1,5%  |
| Маріуполь           | 10,0%      | 63,2%     | 15,1% | 0,7%     | 0,8%     | 10,2% |
| Новомосковськ       | 77,3%      | 9,6%      | 11,1% | 0,6%     | 0,2%     | 1,2%  |
| Павлоград           | 33,4%      | 34,4%     | 27,6% | 2,0%     | 0,5%     | 2,1%  |
| Слов'яносербськ     | 43,0%      | 51,5%     | 4,6%  |          |          | 0,9%  |
| Луганськ            | 19,1%      | 68,2%     | 7,1%  | 0,5%     | 0,5%     | 4,6%  |
| Загалом по губернії | 27,0%      | 40,7%     | 26,0% | 1,8%     | 1,0%     | 3,5%  |

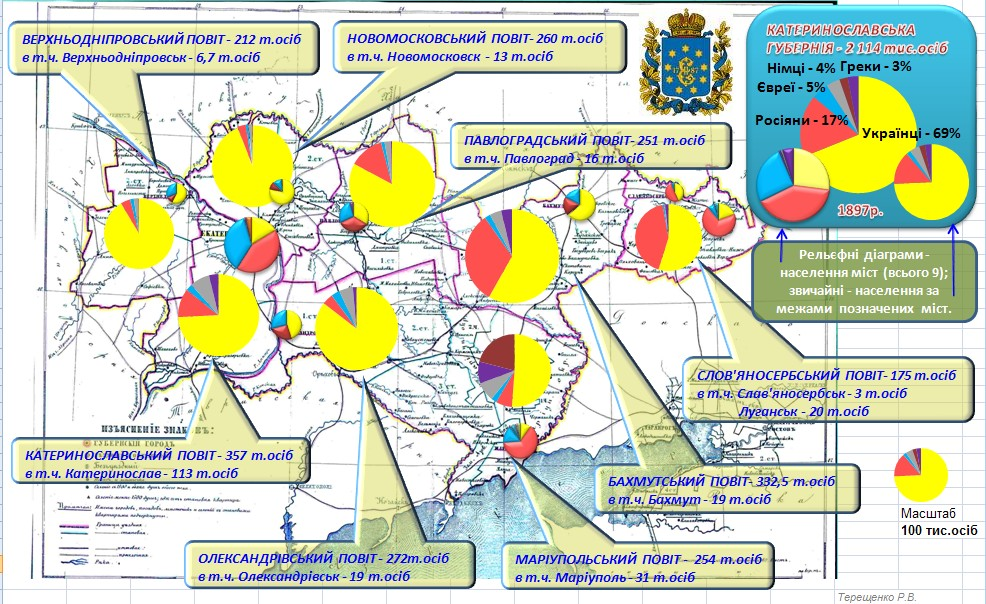
Мовний склад населення Катеринославської губернії (1897)
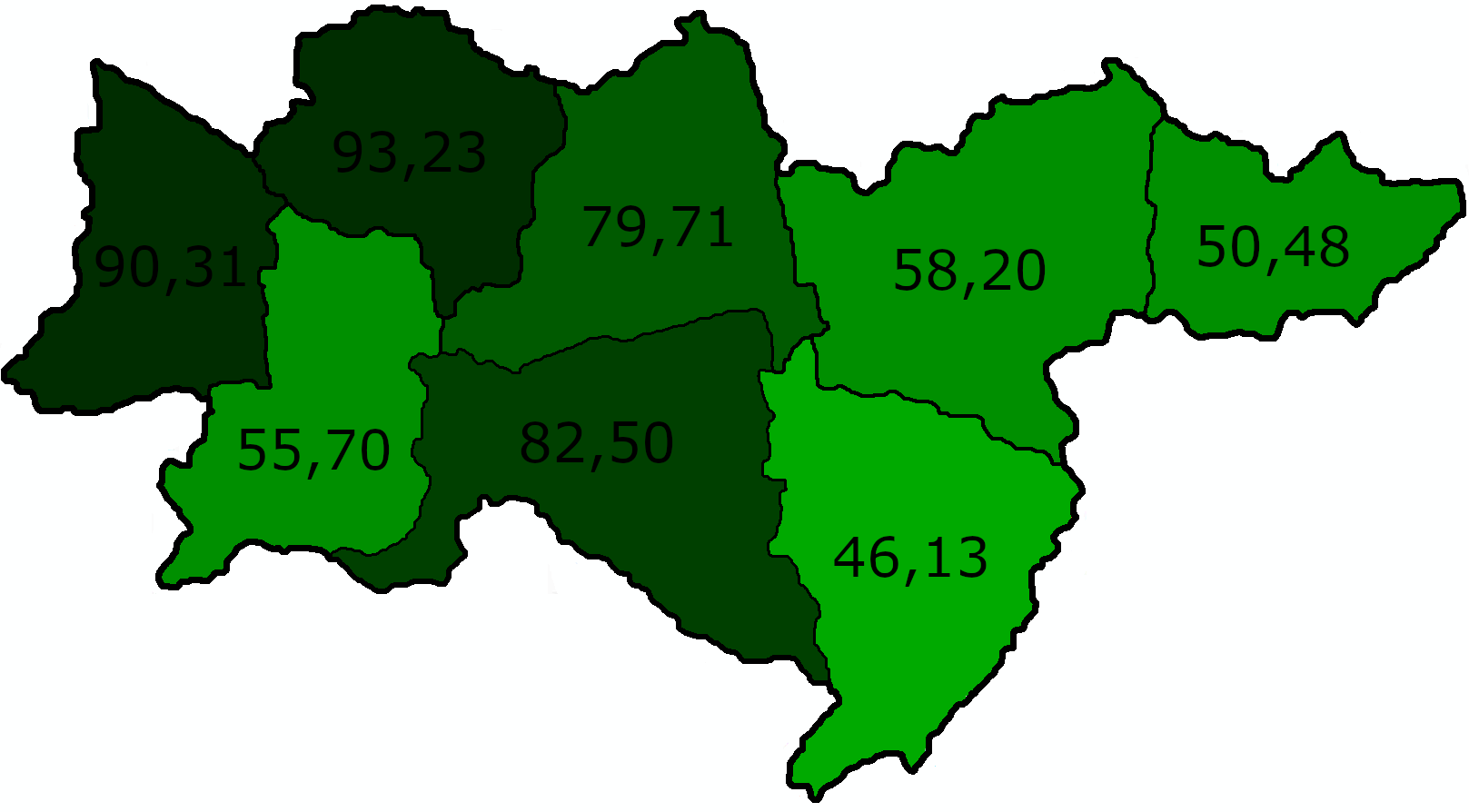
Частка українськомовного населення в повітах Катеринославської губернії за даними перепису населення 1897 року

## Повіти губернії
- Катеринославський повіт — 1802—1923
- Павлоградський повіт — 1802—1923
- Олександрівський повіт — утворено з частини Маріупольського повіту, що ввійшла до Катеринославської губернії і частини Павлоградського повіту, 1805—1920
- Верхньодніпровський повіт (Верхнедніпровський повіт) — виділений з Катеринославського повіту, 1805—1923
- Бахмутський повіт — 1802—1920
- Слов'яносербський повіт — виділений з Бахмутського повіту, 1805—1920
- Маріупольський повіт — утворений 1874 року поділом Олександрівського повіту
- Таганрізьке градоначальництво — у складі губернії в 1802—1887 роках, передано до Області Війська Донського
- Ростовське градоначальництво — у складі губернії в 1802—1887 роках, передано до Області Війська Донського
- Таганрізький повіт — 1805—1887, 1918 рік, за часів Гетьманату передано з Області Війська Донського
- Криворізький повіт — 26 лютого 1919—1923 — створений у 1919 році з 30 (за іншими даними 36) волостей
- Запорізький повіт — 1922—1923
- Нікопольський повіт — —1923
- Новомосковський повіт — −1923

## Округи губернії (1923–1925 роки)
- Бердянська округа
- Запорізька округа
- Катеринославська округа
- Криворізька округа
- Мелітопольська округа
- Олександрійська округа
- Павлоградська округа

## Очільники губернії

### Губернатори
| Прізвище ім'я по-батькові              | Титул, чин, військове звання                                            | Час на посаді              |
| -------------------------------------- | ----------------------------------------------------------------------- | -------------------------- |
| Берг Петро Іванович                    | дійсний статський радник                                                | 1803 — 1809                |
| Гладкий Кирило Семенович               | дійсний статський радник                                                | 1809 — 1817                |
| Калагеоргій Іван Христофорович         | дійсний статський радник                                                | 1817 — 1820                |
| Шеміот Вікентій Леонтійович            | статський радник                                                        | 1820 — 1823                |
| Цалабан Трохим Матвійович              | дійсний статський радник                                                | 1823—1824                  |
| Свєчин Олексій Іванович                | статський радник                                                        | 1824—1828                  |
| Донець-Захаржевський Дмитро Андрійович | статський радник                                                        | 1.01.1828 — 10.08.1831     |
| Пфейліцер-Франк Отто Германович        | барон, дійсний статський радник                                         | 12.08.1831 — 4.06.1832     |
| Лонгінов Никанор Михайлович            | дійсний статський радник                                                | 4.06.1832 — 24.04.1836     |
| Пеутлінг Андрій Олександрович          | дійсний статський радник                                                | 11.12.1837 — 25.01.1847    |
| Фабр Андрій Якович                     | дійсний статський радник, таємний радник                                | 25.01.1847 — 14.11.1857    |
| Сіверс Олександр Карлович              | граф, у званні камер-юнкера, статський радник, дійсний статський радник | 15.11.1857 — 2.03.1862     |
| Ізвольський Петро Олександрович        | дійсний статський радник                                                | 16.03.1862 — 11.09.1863    |
| Крігер Григорій Олександрович          | Свита Його Величності, контр-адмірал                                    | 16.09.1863 — 15.02.1865    |
| Дунін-Барковський Василь Дмитрович     | дійсний статський радник, у званні камергера, виконувач обов'язків      | 19.02.1865 — 16.10.1870    |
| Дурново Іван Миколайович               | дійсний статський радник                                                | 16.10.1870 — 23.02.1882    |
| Фон Розенберг Андрій Григорович        | дійсний статський радник                                                | 8.04.1882 — 7.10.1883      |
| Долгоруков Василь Михайлович           | князь, камергер, дійсний статський радник                               | 7.10.1883 — 19.07.1884     |
| Батюшков Дмитро Миколайович            | таємний радник                                                          | 19.07.1884 — 19.04.1890    |
| Шліппе Володимир Карлович              | у званні камергера, дійсний статський радник                            | 19.04.1890 — 23.12.1893    |
| Мартинов Дмитро Миколайович            | дійсний статський радник                                                | 23.12.1893 — 3.03.1897     |
| Баторський Олександр Олександрович     | генерал-майор                                                           | 15.03.1897 — 30.12.1897    |
| Святополк-Мирський Петро Дмитрович     | князь, генерал-майор                                                    | 30.12.1897 — 13.04.1900    |
| Келлер Федір Едуардович                | граф, генерал-лейтенант                                                 | 13.04.1900 — 19.03.1904    |
| Нейдгардт Олексій Борисович            | статський радник                                                        | 19.03.1904 — 06.01.1905    |
| Олександровський Сергій Васильович     | статський радник                                                        | 06.01.1905 — 01.07.1906    |
| Клінгенберг Микола Михайлович          | статський радник                                                        | 01.07.1906 — 30.06.1909    |
| Шидловський Костянтин Михайлович       | статський радник                                                        | 30.06.1909 — 23.08.1910    |
| Якунін Владислав Васильович            | гофмейстер                                                              | 23.08.1910 — 08.03.1913    |
| Колобов Володимир Арсенійович          | статський радник, дійсний статський радник                              | 22.04.1913 — 15.08.1916    |
| Ченявський Андрій Гаврилович           | дійсний статський радник                                                | 15.08.1916 — березень 1917 |

### Очільники губернії в 1917—1925 роках
| Прізвище ім'я по-батькові       | Посада                                                                                | Час на посаді                   |
| ------------------------------- | ------------------------------------------------------------------------------------- | ------------------------------- |
| Орлов П.                        | голова виконавчого комітету Катеринославської ради робітничих і солдатських депутатів | 4 березня 1917 — 1917           |
| Гесберг Костянтин Дмитрович     | губернський комісар Тимчасового уряду Росії                                           | березень — липень 1917          |
| Лоський                         | губернський комісар Тимчасового уряду Росії                                           | липень - грудень 1917           |
| Аверін Василь Кузьмич           | голова виконавчого комітету Катеринославської ради робітничих і солдатських депутатів | 1917 — 9 грудня 1917            |
| Квірінг Еммануїл Йонович        | голова губернського військово-революційного комітету                                  | 26 жовтня — грудень 1917        |
| Петровський І. А.               | голова виконавчого комітету Катеринославської ради робітничих і солдатських депутатів | 9 грудня 1917 — грудень 1917    |
| Квірінг Еммануїл Йонович        | голова губернського виконавчого комітету                                              | грудень 1917 — лютий 1918       |
| Татько Арсеній Петрович         | голова губернського виконавчого комітету                                              | лютий 1918 — квітень 1918       |
| Мазепа Ісаак Прохорович         | губернський комісар УНР                                                               | квітень 1918                    |
| Черніков Іван Іванович          | губернський староста УД                                                               | травень — грудень 1918          |
| Бек Михайло Михайлович          | голова підпільного губернського комітету КП(б)У                                       | жовтень 1918 — лютий 1919       |
| Кондращенко                     | губернський комісар УНР                                                               | 8 грудня 1918 — лютий 1919      |
| Магалевський Юрій               | губернський комісар УНР                                                               | грудень 1918 — лютий 1919       |
| Хавський М. І.                  | голова губернського виконавчого комітету                                              | січень — 10 лютого 1919         |
| Аверін Василь Кузьмович         | голова губернського виконавчого комітету                                              | 10 лютого 1919 — червень 1919   |
| Бек Михайло Михайлович          | голова губернського комітету КП(б)У                                                   | лютий — квітень 1919            |
| Епштейн Яків Аркадійович        | голова губернського комітету КП(б)У                                                   | квітень 1919 — травень 1919     |
| Кисельов Олександр Омелянович   | голова губернського комітету КП(б)У                                                   | травень 1919 — червень 1919     |
| Грінбаум К.                     | голова губернського виконавчого комітету                                              | червень — липень 1919           |
| Мінін Сергій Костянтинович      | голова губернського революційного комітету                                            | січень — 27 квітня 1920         |
| Епштейн Яків Аркадійович        | голова губернського комітету КП(б)У                                                   | січень — лютий 1920             |
| Мінін Сергій Костянтинович      | голова губернського комітету КП(б)У                                                   | лютий — травень 1920            |
| Мінін Сергій Костянтинович      | голова губернського виконавчого комітету                                              | 27 квітня — 12 травня 1920      |
| Квірінг Еммануїл Йонович        | голова губернського виконавчого комітету                                              | 12 травня — серпень 1920        |
| Квірінг Еммануїл Йонович        | голова губернського комітету КП(б)У                                                   | травень — червень 1920          |
| Лебідь Дмитро Захарович         | голова губернського комітету КП(б)У                                                   | червень — липень 1920           |
| Кисельов Олександр Омелянович   | голова губернського комітету КП(б)У                                                   | липень — листопад 1920          |
| Бляхін Павло Андрійович         | голова губернського виконавчого комітету                                              | серпень — грудень 1920          |
| Квірінг Еммануїл Йонович        | відповідальний секретар губернського комітету КП(б)У                                  | листопад — грудень 1920         |
| Гілінський Абрам Лазарович      | відповідальний секретар губернського комітету КП(б)У                                  | грудень 1920 — березень 1921    |
| Клименко Іван Євдокимович       | голова губернського виконавчого комітету                                              | січень 1921 — грудень 1921      |
| Луговий Олександр Васильович    | відповідальний секретар губернського комітету КП(б)У                                  | березень — липень 1921          |
| Кисельов Олександр Омелянович   | відповідальний секретар губернського комітету КП(б)У                                  | липень 1921                     |
| Симонов Тимофій Васильович      | відповідальний секретар губернського комітету КП(б)У                                  | 27 липня 1921 — березень 1923   |
| Власенко Степан Наумович        | голова губернського виконавчого комітету                                              | грудень 1921 — травень 1923     |
| Кузнецов Яків Петрович          | в.о. голови губернського виконавчого комітету                                         | 1923                            |
| Самохвалов Олександр Степанович | голова губернського виконавчого комітету                                              | липень 1923 — березень 1924     |
| Іванов Василь Іванович          | відповідальний секретар губернського комітету КП(б)У                                  | серпень(?) 1923 — 24 січня 1925 |
| Гаврилов Іван Андрійович        | виконувач обов'язків, голова губернського виконавчого комітету з 3 квітня 1924        | березень 1924 — 28 серпня 1925  |
| Медведєв Олексій Васильович     | відповідальний секретар губернського комітету КП(б)У                                  | 24 січня — серпень 1925         |